# Amtsgericht Friedland (Mecklenburg)
Das Amtsgericht Friedland war ein Gericht der ordentlichen Gerichtsbarkeit in Friedland (Mecklenburg).

## Geschichte
In Friedland befand sich vor 1879 das großherzogliche Stadtgericht Feldberg als Eingangsgericht. Daneben bestanden Patrimonialgerichte. Übergeordnete Instanz war die Justizkanzlei Strelitz. Mit der Verordnung zur Ausführung des Gerichtsverfassungsgesetzes vom 27. Januar 1877 vom 17. Mai 1879 wurden die Änderungen der Reichsjustizgesetze im Großherzogtum Mecklenburg-Strelitz umgesetzt. Die bisherigen Gerichte wurden aufgehoben und es wurden zehn Amtsgerichte (darunter das Amtsgericht Friedland), ein Landgericht (das Landgericht Neustrelitz) und ein Oberlandesgericht (das gemeinsame Oberlandesgericht Rostock) geschaffen. Der Gerichtssprengel des Amtsgerichts Friedland umfasste danach die Stadt Friedland, aus dem Domänenamt Stargard die Orte Friedrichshof, Golm, Kublank mit Dorotheenhof und Funkenhof, Schönbeck Hof und Schönbeck Dorf und von ritterschaftlichen Gütern die Orte Bassow, Beseritz, Bresewitz mit Brille, Brohm, Cosa mit Friedberg, Dahlen mit Birkhof, Dishley, Eichhorst mit Rutheim, Friedrichshof, Galenbeck mit Annenhof und Rohrkrug, Gehren mit Georgenthal und Wietsch, Gentzkow, Heinrichswalde, Hohenstein, Jatzke, Klockow, Kotelow mit Neue Mühle, Lübberstorf mit Alte Mühle, Matzdorf, Pleez mit Tannenschäferei, Ramelow, Rattey mit Adolphseck und Charlottenhof, Roga, Roggenhagen mit Birkfeld, Sadelkow, Salow mit Kloster, Sandhagen, Schönhausen mit Friedrichshöh und Fuchsberg, Schwanbeck, Schwichtenberg mit Fleeth, Voigtsdorf und Wittenborn. Das Amtsgericht hatte 1880 eine Richterstelle und war für 12.642 Gerichtseingesessene verantwortlich. Es war damit ein kleines Gericht im Landgerichtsbezirk.
Nach dem Zweiten Weltkrieg wurden die Amtsgerichte im Land Mecklenburg neu geordnet und das Amtsgericht Friedland kam zum Landgericht Güstrow. In der DDR wurden die Amtsgerichte 1952 aufgelöst und einheitlich Kreisgerichte gebildet. Friedland gehörte zum Kreis Neubrandenburg-Land, dort entstand so das Kreisgericht Neubrandenburg-Land, welches dem Bezirksgericht Neubrandenburg nachgeordnet war. Nach dem Zusammenbruch der DDR wurden die Amtsgerichte durch das Gerichtsstrukturgesetz neu gebildet. In Friedland entstand dabei kein Amtsgericht.

## Gebäude
Das ehemalige Amtsgerichtsgebäude (Mühlenstraße 40a) steht unter Denkmalschutz und wird heute als Schule genutzt.